# Empoli Ladies FBC
S.S.D. Empoli Ladies FBC – włoski klub piłki nożnej kobiet, mający siedzibę w mieście Empoli, w środkowej części kraju. Jest sekcją piłki nożnej kobiet w klubie Empoli FC.

## Historia
Chronologia nazw:
- 2016: S.S.D. Empoli Ladies FBC

Klub piłkarski S.S.D. Empoli Ladies FBC został założony w 2016 roku. Po nabyciu tytułu sportowego od klubu Castelfranco Calcio Calcio występującego w Serie B. W sezonie 2016/17 drużyna wygrała grupę A Serie B i po raz pierwszy zdobyła awans do Serie A. Debiut był nieudanym. W sezonie 2017/18 został sklasyfikowany na ostatniej 12.pozycji i zdegradowany do Serie B.

## Sukcesy

### Trofea międzynarodowe
Nie uczestniczył w rozgrywkach europejskich (stan na 31-05-2018).

### Trofea krajowe
- Serie A (I poziom):
  - 12.miejsce (1): 2017/18

- Serie B (II poziom):
  - mistrz (1): 2016/17 (grupa A)

- Puchar Włoch:
  - półfinalista (1): 2016/17

## Stadion
Klub rozgrywa swoje mecze domowe na stadionie Centro Sportivo Monteboro w Empoli, który może pomieścić 1000 widzów.